# Vreni Stöckli
Vreni Stöckli (Stoos, 1953) è un'ex sciatrice alpina svizzera paralimpica, che ha rappresentato la Svizzera in tre Giochi paralimpici invernali, vincitrice di due medaglie d'argento e una medaglia di bronzo.

## Biografia
Stöckli ha imparato a sciare all'età di 6 anni presso una scuola di sci. Il suo grande idolo era Bernhard Russi. Durante un giro in bicicletta il 25 agosto 1990 ha subito un grave incidente che l'ha lasciata paralizzata, rendendo necessario l'uso di una sedia a rotelle. 
Dopo dodici anni di gare di sci alpino a livello internazionale, Stöckli si è ritirata, dedicandosi interamente alla famiglia e aiutando il marito - lavoratore autonomo - nel lavoro d'ufficio.

## Carriera

### Paralimpiadi 1994
Nella gara di slalom speciale categoria LWX-XII1 delle Paralimpiadi di Lillehammer 1994, con 2:40.71 Stöckli si è piazzata terza, dietro alle statunitensi Sarah Will con un tempo di 2:14.56 e Kelley Fox con 2:27.24.
Medaglia d'argento invece nello slalom gigante per Stöckli, 2º posto con 3:25.64. Sul podio, oro per la connazionale Gerda Pamler in 3:12.39 e bronzo per la francese Stephanie Riche in 3:27.20.

### Paralimpiadi 1998
Quattro anni più tardi, ai Giochi paralimpici di Nagano 1998, concludendo la gara in 2:57.68,  Stöckli si è posizionata al 2º posto. Prima di lei Sarah Will in 2:35.09; terza invece Kuniko Obinata in 2:58.97.

### Paralimpiadi 2002
Stöckli ha partecipato anche ai Giochi paralimpici invernali a Salt Lake City nel 2002, senza centrare il podio. Con 2:55.95 Vreni Stöckli si è classificata sesta nello slalom gigante categoria LW10-11 e con 1:30.72 ottava nel supergigante LW10-12.

## Palmarès

### Paralimpiadi
- 3 medaglie:
  - 2 argenti (slalom gigante LWX-XII a Lillehammer 1994; slalom gigante LW10-11 a Nagano 1998)
  - 1 bronzo (slalom speciale LWX-XII a Lillehammer 1994)